# Ronnie Ross
Ronnie Ross (* 2. Oktober 1933 in Kalkutta als Albert Ronald Ross; † 12. Dezember 1991 in London) war ein britischer Jazzmusiker (Saxophone, Klarinette, Flöte). Er galt während eines Großteils der 1960er Jahre als bester europäischer Baritonsaxophonist. Er spielte das bekannte Saxophonsolo auf Lou Reeds Walk on the Wild Side (1972).

## Leben und Wirken
Ross zog mit seinen (schottischen) Eltern 1946 nach Großbritannien und begann seine Karriere als Tenorsaxophonist. Er spielte zunächst bei Tony Kinsey, Ted Heath und Don Rendell. Er wechselte später zum Baritonsaxophon über. 1958 spielte er auf dem Newport Jazz Festival und nahm im Anschluss eine Platte mit Gábor Szabó auf. Gemeinsam mit Drummer Allan Ganley leitete er 1959 in England die Jazzmakers; im gleichen Jahr war er mit dem Modern Jazz Quartet auf Europatournee und gehörte zur Anglo-American Herd von Woody Herman. Von 1961 bis 1966 hatte er ein Quartett mit Bill Le Sage und spielte in Projekten von Maynard Ferguson und von Tubby Hayes sowie in größeren Formationen von und um Hans Koller (Wes Montgomery The NDR Hamburg Studio Recordings, 1965), für die er auch arrangierte. Später war er Mitglied der Kenny Clarke/Francy Boland Big Band und leitete ein Sextett. Weiterhin entstanden Aufnahmen mit John Dankworth, Friedrich Gulda, Acker Bilk, CCS, Stan Tracey, Les Brown, Václav Zahradník, Matt Bianco und Clark Terry. 1985 war er Gastmusiker bei dem Album Picture Book der britischen Band Simply Red.